# Dionisia Manzanero Salas
Dionisia Manzanero Salas  (Madrid, 1919 - ibídem, 5 de agosto de 1939) fue una de Las Trece Rosas, mujeres españolas fusiladas el 5 de agosto de 1939 en las tapias exteriores del cementerio de la Almudena tras acabar la guerra civil, junto a 46 hombres. Todos fueron acusados de pertenecer a las Juventudes Socialistas Unificadas (JSU) o al Partido Comunista de España (PCE).

## Trayectoria
Dionisia nació en el barrio madrileño de Cuatro Caminos. Su padre, León Manzanero, era militante de la Unión General de Trabajadores (UGT). Durante la guerra prestó auxilio a familias necesitadas, trabajó como enfermera en el hospital de las Brigadas Internacionales y fue al frente con el batallón Octubre. En 1938 se afilió al PCE después de que un obús matara a su hermana. Allí trabajó como mecanógrafa en el sector de Chamartín de la Rosa. Se hizo amiga de Rosario Sánchez Mora conocida como "Rosario la dinamitera" con quien pasó tres meses en la Escuela de Cuadros. También en el partido conoció a su novio Bautista Almarza que durante la guerra fue responsable de una división de tanques en Valencia. La última vez que lo vio fue a principios de 1939 cuando él fue a Madrid en unos días de permiso. En el momento de la detención de Manzanero, ella sabía que él había sido hecho prisionero en Valencia  y estaba encarcelado en el campo de concentración de Albatera.
Tras acabar la guerra, Federico Bascuñana contactó con ella, como también había contactado con su amiga Pilar Bueno Ibáñez,a través de su mujer y le pidió trabajar en la clandestinidad como enlace para llevar y traer mensajes entre dirigentes.
Fue detenida de madrugada en el domicilio familiar. Ingresó en la cárcel de Ventas el 17 de mayo de 1939. No fue llevada al departamento de menores creado a iniciativa de María Sánchez Arbós, presa de la cárcel, sino que fue enviada a una galería. En una de sus cartas dirigida a su familia, indica sus señas, estaba en la primera galería derecha, celda 18.
En el expediente núm. 30. 426, una testigo, sin aludir directamente a Manzanero, menciona que en el domicilio de Blanca Brissac (otra de las Trece Rosas), se planeaba un intento de complot contra el general Franco el día del desfile en el primer Año de la Victoria; sin embargo, esta circunstancia, considerada hoy en día como incierta, fue descartada, no siendo acusada de ello. El asesinato de Manzanero, junto al de las otras Rosas y los Cuarenta y tres Claveles, es considerado como una represalia por el atentado que realizaron otros tres militantes de las JSU contra el Comandante de la Guardia Civil y miembro del Servicio de Información y Policía Militar franquista, Isaac Gabaldón, su hija y el conductor José Luis Díez Madrigal. Sin embargo, Manzanero nunca fue acusada de ello, al no haber tenido ninguna de las rosas relación con dicho hecho, ya que estaban encarceladas al momento de suceder.
Fue condenada a muerte porque resultó probado que era "el enlace de Bascuñana para el contacto con las diversas ramas de las organizaciones de las JSU y el Partido Comunista".
La sentencia de la causa judicial, con fecha 3 de agosto, fue aprobada ese mismo día por la Auditoría de Guerra, pero en el texto se hacía constar que la ejecución de las penas de muerte permanecería en suspenso hasta que se recibiera el enterado del general Franco, Jefe del Estado. La sentencia se ejecutó el día 5 sin esperar a recibir ese enterado, que no fue firmado hasta el día 13. Esta celeridad impidió que los familiares fueran avisados. Según relató María Manzanero, hermana de Dionisia, cuando llegaron a la cárcel el día 5 a recoger firmas solicitando el aplazamiento de la sentencia, les dijeron que ya las habían fusilado. Tras recibir la noticia, se trasladaron al cementerio donde ella pudo ver el cadáver de su hermana.
Las instancias de indulto no fueron cursadas por la directora Carmen Castro.